# Romillé
Romillé település Franciaországban, Ille-et-Vilaine megyében. Lakosainak száma 4154 fő (2022. január 1.). Romillé La Chapelle-Chaussée, Bédée, Gévezé, Irodouër, Langan, Miniac-sous-Bécherel, Parthenay-de-Bretagne és Pleumeleuc községekkel határos.

## Népesség
A település népessége az elmúlt években az alábbi módon változott:
| Lakosok száma | 1787 | 2183 | 2439 | 3240 | 3762 | 3878 | 3905 | 4032 | 4085 | 4154 |
|               | 1968 | 1982 | 1990 | 2006 | 2013 | 2015 | 2017 | 2019 | 2020 | 2022 |